# 姜姓 (朝鮮)

晋州姜氏的族紋

姜姓一個是朝鮮/韓國姓氏。根據2015年全國人口普查，韓國擁有此姓名的人數總共為1,176,847人，在韓國排名第6大姓氏。雖然羅馬化的“Kang”這個字實際上可以代表5個不同的漢字，但絕大多數（超過100萬）都指代姜姓。

### 常見本貫
姜姓有如下常見的本貫：
- 晋州姜氏（진주）
- 晋陽姜氏（진양）
- 全州姜氏（전주）
- 江陵姜氏（강릉）
- 慶州姜氏（경주）
- 平壤姜氏（평양）
- 濟州姜氏（제주）
- 羅州姜氏（나주）
- 谷城姜氏（곡성）
- 金海姜氏（김해）
- 衿川姜氏（금천）
- 密陽姜氏（밀양）
- 光州姜氏（광주）
- 順興姜氏（순흥）
- 安東姜氏（안동）
- 忠州姜氏（충주）
- 齊妃姜氏（제비）

### 姜姓名人
- 姜以式，高句丽平原王、婴阳王和荣留王的大将，被认为是朝鮮半島晋州姜姓的祖先。
- 姜世晃（1713年－1791年），本贯晋州，朝鲜王朝后期著名文臣，画家。
- 姜邯赞（948年－1031年）是高丽国著名的官员和军事指挥官，衿川姜氏始祖。官至门下侍中，高丽文宗追赠他为守太師兼中書令。
- 姜棟元（1981年－），韓國男演員。
- 姜敏赫（1999年－），韓国男子羽毛球運動員。